# Bytes (álbum)
Bytes es el primer álbum de estudio de la banda británica The Black Dog, conformada por Ed Handley, Andy Turner y Ken Downiel.
Fue lanzado por la empresa Warp el 8 de marzo de 1993, bajo el seudónimo de la banda Black Dog Productions. El álbum consta de pistas producidas por los miembros del grupo, Ed Handley, Andy Turner y Ken Downie, bajo varios alias, incluidos Plaid, Close Up Over, Xeper, Atypic, I.A.O., Discordian Popes y Balil.

## Historia
Bytes fue lanzado en el sello techno de Sheffield, Warp en 1993 en doble vinilo, casete y CD. Los miembros de The Black Dog colaboraron en el álbum bajo varias formas y combinaciones. Una primera versión de "Clan (Mongol Hordes)" aparece en Inteligencia Artificial como "El Clan".
Posteriormente reeditado en 2005. Actualmente, tanto Ed Handley como Andy Turner forman parte del grupo Plaid mientras que Ken Downie continua produciendo bajo el nombre Black Dog. Los tres colaboraron en este álbum bajo diferentes alias. Bytes fue publicado en el sello Warp Records dentro de la serie Artificial Intelligence.

## Lista de canciones
Todas las canciones escritas y compuestas por Ken Downie, Ed Handley and Andy Turner. 
| N.º | Título                 | Artist           | Duración |  |
| 1.  | «Object Orient»        | Plaid            | 5:44     |  |
| 2.  | «Caz»                  | Close Up Over    | 6:15     |  |
| 3.  | «Carceres Ex Novum»    | Xeper            | 6:43     |  |
| 4.  | «Focus Mel»            | Atypic           | 7:13     |  |
| 5.  | «Olivine»              | Close Up Over    | 4:45     |  |
| 6.  | «Clan (Mongol Hordes)» | I.A.O.           | 6:24     |  |
| 7.  | «Yamemm»               | Plaid            | 6:15     |  |
| 8.  | «Fight the Hits»       | Discordian Popes | 6:20     |  |
| 9.  | «Merck»                | Balil            | 4:34     |  |
| 10. | «Jauqq»                | Close Up Over    | 5:47     |  |
| 11. | «3/4 Heart»            | Balil            | 7:33     |  |